# Hochwasserrückhaltebecken Lorch-Waldhausen

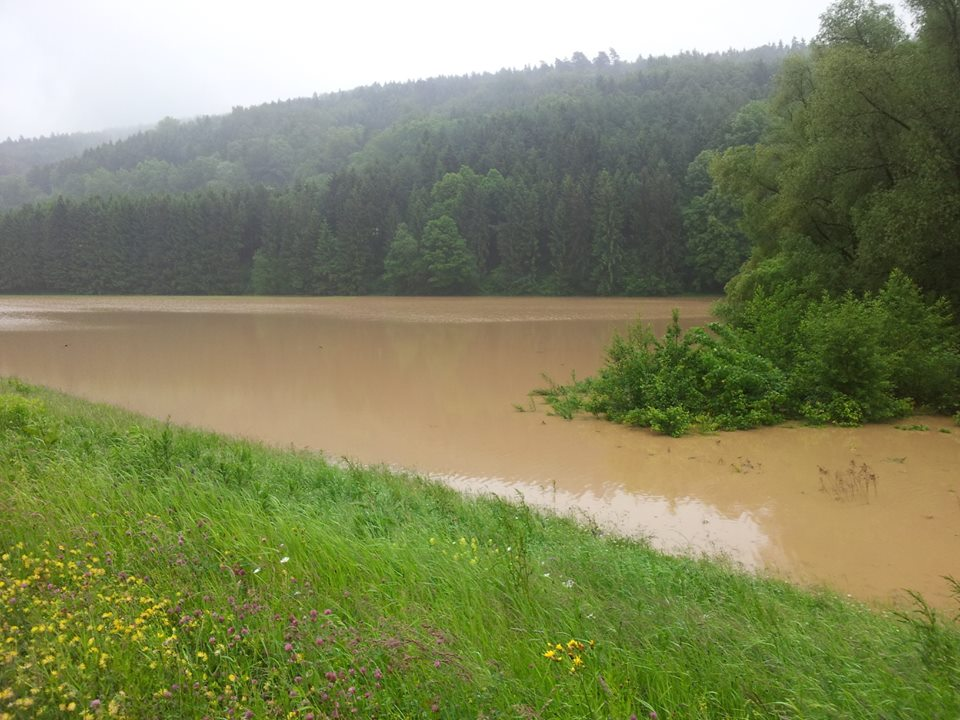
Hochwasserrückhaltebecken Lorch-Waldhausen, geflutet am 1. Juni 2013.

Das Hochwasserrückhaltebecken Lorch-Waldhausen, auch Hochwasserrückhalteraum Lorch-Waldhausen, wurde von 2006 bis 2008 gebaut. Er liegt an der Rems oberhalb von Waldhausen und unterhalb von Lorch. Das Becken ist nach dem Hochwasserrückhaltebecken Schorndorf-Winterbach und dem Hochwasserrückhaltebecken Reichenhof/Schwäbisch Gmünd das dritte gebaute Rückhaltebecken des Wasserverbandes Rems und wird unter der Nummer 9 geführt. Es wurde am 30. Mai 2008 eingeweiht.
Im Normalzustand ist der Stauraum leer. Er soll sich ab einem 20-jährlichen Hochwasser mit Wasser füllen, wobei sich zuerst Flutmulden füllen. Aufstauung und Entleerung sollen zusammen maximal 21 Stunden dauern. Das Becken wurde, wie die anderen Becken des Hochwasserverbandes, so bemessen, dass es ein 100-jährliches Hochwasser so weit zurückhalten kann, dass es direkt unterhalb des Beckens zu keinen Überschwemmungen kommt.
Um Wasserlebewesen das Überwinden der Anlage zu erleichtern, wurde eine Sohlrampe gebaut. Bei Bau und Betriebskonzeption wurde das oberhalb gelegene Naturschutzgebiet Lorcher Baggerseen berücksichtigt.
Die Kosten des Rückhaltebeckens betrugen rund 10,2 Millionen Euro, wovon das Land Baden-Württemberg 70 % zuschoss. Zum Bau wurden 200.000 t Erdmaterial und 1.300 m³ Beton verwendet. Die Höhe des Damms über dem Gewässer-Normalstand beträgt 10,20 m, die maximale Höhe über dem Tal rund 6 m.
Als beim Hochwasser vom 13. Januar 2011 der Pegel der Rems in Schorndorf gegen Abend entgegen den Erwartungen weiter anstieg, wurden die Tore manuell geschlossen und Wasser eingestaut, um zu verhindern, dass das an seine Kapazitätsgrenze geratene Becken Schorndorf-Winterbach den Ablauf hätte erhöhen müssen, was die unterhalb des Schorndorf-Winterbacher Beckens gelegenen Gemeinden dem Risiko von Überschwemmungen ausgesetzt hätte; der Remspegel am Becken Lorch-Waldhausen selbst hätte noch keinen Einstau nötig gemacht.